# Adore: Christmas Songs of Worship
Adore: Christmas Songs of Worship là album Giáng Sinh thứ hai của nghệ sĩ Chris Tomlin. Hãng đĩa sixstepsrecords cùng Sparrow Records phát hành album vào ngày 23 tháng 10 năm 2015. Trong quá trình sản xuất cho album, Tomlin đã làm việc cùng Ed Cash.

## Bối cảnh và nội dung
Adore: Christmas Songs of Worship là album Giáng Sinh của nghệ sĩ dòng nhạc CCM Chris Tomlin, lên lịch phát hành vào ngày 23 tháng 10.
Album bao gồm những bài hát mới và các bài hát nguyên gốc, cũng như những bài hát quen thuộc được yêu thích, cùng với sự xuất hiện của các khách mời như Crowder và Lauren Daigle.

## Lưu diễn
Chuyến lưu diễn An Adore Christmas Tour với sự tham gia của Crowder và Lauren Daigle dự kiến sẽ khởi động vào tháng 12 năm 2015.

## Đánh giá chuyên môn
| Đánh giá chuyên môn         | Đánh giá chuyên môn |
| Nguồn đánh giá              | Nguồn đánh giá      |
| Nguồn                       | Đánh giá            |
| --------------------------- | ------------------- |
| 365 Days of Inspiring Media | [ 6 ]               |
| CCM Magazine                | [ 7 ]               |
| The Christian Beat          | [ 8 ]               |
| Cross Rhythms               | [ 9 ]               |
| Jesus Freak Hideout         | [ 10 ]              |
| New Release Today           | [ 11 ]              |

Matt Conner, biên tập viên của tạp chí CCM Magazine, đánh giá album đạt 4 sao với nhận định: "Tin tốt là Adore là một album được lấy cảm hứng từ đầu đến cuối." Đánh giá album 3,5 sao, Jonathan J. Francesco của New Release Today cho rằng, "thật là mới mẻ khi được nghe một chút âm nhạc Giáng Sinh có nội dung về ngày sinh của Chúa và giữ được nguyên tính nghệ thuật trong đó." Scott Fryberger, thay mặt tạp chí Jesus Freak Hideout đánh giá album đạt 3 trên 5 sao, viết rằng: "album có một vài khoảnh khắc tỏa sáng, nhưng chừng ấy là chưa đủ để bảo đảm cho một đơn mua hàng trừ phi bạn là một người hâm mộ cuồng nhiệt của Tomlin." Đánh giá album đạt 4 sao từ The Christian Beat, Madeline Dittmer nhận xét rằng, "Adore: Christmas Songs Of Worship hướng thính giả tới ý nghĩa đích thực của mùa lễ hội." Tony Cummings, với đánh giá 7 trên 10 sao từ Cross Rhythms, phản hồi rằng: "với những màn trình diễn giọng hát xuất sắc cùng với phần sắp xếp gây được thiện cảm, tôi vui lòng cho qua sự sáo rỗng thi thoảng xuất hiện trong album."

## Danh sách và thứ tự các bài hát
| STT              | Nhan đề                                                             | Sáng tác                                                                                        | Thời lượng |
| ---------------- | ------------------------------------------------------------------- | ----------------------------------------------------------------------------------------------- | ---------- |
| 1.               | "He Shall Reign Forevermore"                                        | Matt Maher, Chris Tomlin                                                                        | 4:09       |
| 2.               | "Adore"                                                             | Martin Chalk, Graham Kendrick                                                                   | 4:44       |
| 3.               | "Midnight Clear (Love Song)"                                        | Edmund Hamilton Sears, Richard Storrs Willis                                                    | 4:25       |
| 4.               | "Noel" (hợp tác với Lauren Daigle)                                  | Ed Cash, Matt Redman, Tomlin                                                                    | 4:17       |
| 5.               | "The First Noel"                                                    | Truyền thống, công cộng                                                                         | 2:45       |
| 6.               | "Hymn of Joy"                                                       | Ludwig van Beethoven, Henry Jackson van Dyke                                                    | 4:02       |
| 7.               | "Silent Night" (hợp tác với Kristyn Getty)                          | Franz Xaver Gruber, Joseph Mohr                                                                 | 4:01       |
| 8.               | "Perfect Light" (hợp tác với Crowder)                               | John Henry Hopkins, Jr. ("We Three Kings"); Phần bè bổ sung: Tomlin, Ross Copperman, JT Harding | 3:20       |
| 9.               | "What Child Is This?" (hợp tác với All Sons & Daughters)            | William Chatterton Dix                                                                          | 2:48       |
| 10.              | "It's Christmas"                                                    | John Wesley Work, Jr., James R. Murray                                                          | 3:59       |
| 11.              | "A King Like This"                                                  | Jonas Myrin, Redman, Tomlin                                                                     | 4:12       |
| 12.              | "Bethlehem"                                                         | Phillips Brooks, Cash, Lewis Henry Redner, Tomlin                                               | 4:45       |
| 13.              | "A Christmas Alleluia" (hợp tác với Lauren Daigle và Leslie Jordan) | Myrin, Tomlin                                                                                   | 4:32       |
| Tổng thời lượng: | Tổng thời lượng:                                                    | Tổng thời lượng:                                                                                | 52:09      |

## Danh sách thực hiện
- Hát chính: Chris Tomlin
- Ghi-ta Acoustic: Chris Tomlin, Daniel Carson và Ed Cash
- Ghi-ta điện: Daniel Carson và Ed Cash
- Bass: Matthew Melton, Ed Cash và Byron House
- Trống: Travis Nunn
- Âm thanh nhạc cụ: Jim Brock
- Bộ gõ và lập trình: Matt Gilder và Ed Cash
- Lập trình cho "He Shall Reign Forevermore": Matt Maher
- Lập trình cho "Perfect Light": Ross Copperman
- Cello: Claire Indie Nunn
- Saxophone, harmonica và sắp xếp tiếng sừng trong "It's Christmas": Jim Horn
- Trumpet và piccolo trumpet trong "It's Christmas": Steve Patrick
- Hát đệm: Ed Cash
- Hát chính trong "Noel": Lauren Daigle
- Đọc Kinh Thánh trong "Silent Night": Kristyn Getty
- Đọc tiếng nói và giọng ca khách mời "Perfect Light": Crowder
- Giọng ca khách mời trong "What Child Is This?": All Sons & Daughters
- Giọng ca khách mời trong " A Christmas Alleluia": Lauren Daigle và Leslie Jordan

Sản xuất
- Sản xuất và phối nhạc: Ed Cash
- Điều hành sản xuất: Louie Giglio, Shelley Giglio và Brad O'Donnell
- Master bởi Ted Jensen tại Sterling Sound (New York, NY)
- Thu âm tại Ocean Way (Nashville, TN)
- Kỹ sư: Joe Baldridge và Ed Cash
- Trọ lý kỹ sư: Josh Ditty
- Hiệu đính: Vian Zaayman
- Chỉ đạo đồ họa: Shelley Giglio, Mike McCloskey và Leighton Ching
- Thiết kế: Kendra Harrell và Leighton Ching
- Nhiếp ảnh cho nghệ sĩ: Cameron Powell
- Nhiếp ảnh tại sự kiện trực tiếp: Eric Brown

## Diễn biến thương mại và xếp hạng
Trong tuần thứ ba sau phát hành, album bán được 9.000 bản tại Hoa Kỳ; trong tuần thứ 5, album bán ra 11.000 bản; và trong tuần thứ sáu, 30.000 bản được tiêu thụ.

### Xếp hạng tuần
| Bảng xếp hạng (2015)               | Vị trí cao nhất |
| ---------------------------------- | --------------- |
| Album Hoa Kỳ Billboard 200         | 17              |
| Album Hoa Kỳ Christian (Billboard) | 1               |